# 좡누
좡누(중국어 간체자: 庄奴, 정체자: 莊奴, 병음: Zhuāng Nú, 본명: 왕징시(중국어: 王景羲, 병음: Wáng Jǐngxī), 1921년 2월 22일 ~ 2016년 10월 11일)는 타이완의 작사가이다.

## 생애
좡누는 1921년 2월 22일에 중화민국 징자오 지방 베이핑시(현재의 중국 베이징시)에서 태어났으며 본적지는 허난성 안양시이다. 베이핑 중화 신문 학원(北平中華新聞學院)을 졸업했으며 중일 전쟁 시기에는 황허(黃河)라는 가명을 사용하기도 했다. 좡누(莊奴)라는 예명은 송나라의 시인인 조보지(晁補之)의 시에 등장하는 구절에 따온 것인데 "나도 노예가 되어 대중에게 봉사할 의지가 있다. 노예가 쟁기를 사용하듯이 나는 펜을 사용해서 쟁기질을 하고 정직하게 글을 쓴다."라는 뜻에서 지었다고 한다. 좡누는 쓰촨성 청두시에 위치한 공군기계학교에 재학했고 1945년에 학교를 졸업하고 우한 공항에서 근무했다. 일본 제국이 중일 전쟁에서 항복한 이후에 좡누는 문학 및 예술적 성취를 인정받아 육군 예술단에서 근무하게 된다.
좡누는 1949년에 국공 내전의 여파로 인하여 중화민국 국군에서 복무하던 동료 군인들과 함께 타이완으로 이주하게 된다. 초반에는 중화민국 육군 본부 산하 신문 《정충보》(精忠報)에서 근무했는데 여가 시간에는 신문에 자신이 지은 기사와 시를 게재했고 군가 가사를 작사하기도 했다. 1952년에는 군가 《애국 전쟁터의 영웅》(英雄愛國上戰場)을 통해 오사문예장(五四文藝奬)을 수상했고 1982년에는 제18회 중화민국 국군 미술상을 수상했다.
1958년에는 톈난 전영 공사(天南電影公司)가 가무 영화 《물 속의 야만인의 사랑》(水擺夷之戀)을 제작하던 과정에서 작곡가 저우란핑(周藍萍)은 탕사오화(唐紹華) 감독에게 낯선 좡누의 글을 추천하기 위해 주도권을 잡았다. 탕사오화 감독은 좡누가 지은 《한족 남자와 결혼하고 싶다》(願嫁漢家郞), 《18세 소녀는 꽃이다》(姑娘十八一朵花)를 높이 평가하면서 저우란핑은 그가 작사한 노래를 작곡하게 된다. 이를 계기로 좡누는 다양한 표준 중국어 노래를 작사하게 된다.
좡누와 가장 많은 공동 작업을 진행한 작곡가로는 쭤훙위안(左宏元, "구웨"(古月)라는 예명으로 알려져 있음), 웡칭시(翁淸溪, "탕니"(湯尼)라는 예명으로 알려져 있음)이 있다. 좡누가 작사한 노래로는 인도네시아의 민요를 개사한 등려군의 노래 《첨밀밀》 등이 있다. 1990년에는 제1회 금곡장(金曲奬) 시상식에서 특별공로상을 수상했다. 또한 3,000편이 넘는 노래를 작사하기도 했다.
좡누는 1992년에 중국 충칭시 출신의 여성인 쩌우린(鄒麟)과 결혼했고 그 이후에 타이완과 충칭 사이를 자주 여행했다. 2012년에는 충칭시 인민 정부로부터 충칭시 명예 시민 칭호를 받았고 나중에 충칭시 비산구에 거주했다. 2016년 10월 11일 오전 6시 11분에 충칭 의과 대학 부속 제1병원에서 향년 95세를 일기로 사망했다.